# Filosofia etíope
A filosofia etíope é o corpus filosófico dos territórios da Etiópia e da Eritreia atuais. Além da tradição oral, foi preservada no início da forma escrita através dos manuscritos ge'ez. Essa filosofia ocupa uma posição única na filosofia africana. 

## Começos da filosofia etíope
O caráter da filosofia etíope é determinado pelas condições particulares de evolução da cultura etíope. Assim, a filosofia etíope surge da confluência da filosofia grega e patrística com os modos tradicionais de pensamento etíope. Por causa do isolamento precoce de suas fontes de espiritualidade abraâmica - Bizâncio e Alexandria - a Etiópia recebeu parte de sua herança filosófica através de versões em árabe.
A literatura sapiencial desenvolvida sob essas circunstâncias é o resultado de um duplo esforço de assimilação criativa: de um lado, de um ajuste da Ortodoxia aos modos tradicionais de pensamento (nunca erradicados) e vice-versa e, por outro, da absorção do pensamento pagão grego e patrístico inicial nessa síntese etíope-cristã em desenvolvimento. Como consequência, a reflexão moral da inspiração religiosa é predominante, e o uso de narrativas, parábolas, apotegmas e imagens ricas é preferido ao uso de argumentos abstratos. Esta literatura sapiencial consiste em traduções e adaptações de alguns textos gregos, a saber, do Physiolog (c. século V A.D.), A vida e as máximas de Skendes (século XI A.D.) e O Livro dos Sábios Filósofos (1510/22).

## Filosofia etíope madura
No século XVII, as crenças religiosas dos etíopes foram desafiadas pela adoção do catolicismo como religião oficial da Etiópia pelo rei Susenyos e por uma presença subsequente de missionários jesuítas. Houve uma perseguição a livre-pensadores, intensificada após 1630. A tentativa de impor vigorosamente o catolicismo a seus súditos durante o reinado de Suseynos inspirou um maior desenvolvimento da filosofia etíope durante o século XVII. Zera Yacob (1599-1692) é o expoente mais importante desse renascimento. Seu tratado Hatata (1667), escrito durante sua fuga, é um trabalho frequentemente incluído no cânone estreito da filosofia universal e considerado como antecipando investigações filosóficas do Iluminismo, como os de Descartes e Kant.

### Zera Yacob
Zera Yacob tinha uma cultura totalmente teológica. Embora de nascimento humilde, ele ganhou respeito por suas capacidades intelectuais e prosseguiu com a educação teológica etíope tradicional. Zera Yacob dominou a teologia copta e a teologia católica, e tinha amplo conhecimento das religiões judaica e islâmica. Seu vade mecum espiritual era o Livro dos Salmos de Davi, no qual ele buscava conforto e inspiração.
Conhecendo assim duas interpretações cristãs da Bíblia, bem como as duas outras religiões abraâmicas, e vendo as contradições entre elas, Zera Yacob é levado a recusar a autoridade da tradição etíope e de qualquer tradição em geral. Ele passa a pensar que a tradição está infestada de mentiras, porque os homens, em sua arrogância, acreditam que sabem tudo e, assim, se recusam a examinar as coisas com sua própria mente, aceitando cegamente o que lhes foi transmitido por seus antepassados. O filósofo aceita então como autoridade única sua razão, e aceita das Escrituras e dos dogmas apenas o que resiste a uma investigação racional. Ele afirma que a razão humana pode encontrar a verdade, se a procurar e não desanimar diante das dificuldades.
Assim, por sua examinação em partes (é isso que hatätä significa), Zera Yacob chega a um argumento pela existência de Deus (uma essência incriada e eterna), baseado na impossibilidade de uma cadeia infinita de causas e na convicção que a Criação é boa, sendo Deus  bom. Essa crença é a base para uma crítica da moral ascética e de alguns preceitos morais judaicos e islâmicos. Ao identificar a vontade de Deus com o que é racional, Zera Yacob rejeita a maioria desses preceitos morais (por exemplo, sobre poligamia, jejum ou interdições sexuais ou alimentares) como blasfêmia. Ele parece pensar que tudo é bem para aquele que é bom, lembrando, assim, o modo de pensamento expresso na profissão de fé da outro grande Zera Yaqob, o Imperador do século XV.

### Walda Heywat
Zera Yacob teve um discípulo, Walda Heywat, que também escreveu um tratado filosófico, sistematizando o pensamento de seu mestre. Ele deu mais atenção aos problemas práticos e educacionais e tentou conectar a filosofia de Zera Yacob ao tipo de sabedoria expressa na literatura sapiencial anterior. Walda Heywat recorre intensamente a ilustrações e parábolas, e muitas vezes a fonte de seus exemplos é o Livro dos Sábios Filósofos. Embora seu trabalho seja sem dúvida menos original que o de seu mestre, ele pode ser considerado "mais etíope", pois representa uma síntese pela qual algumas ideias geradas pela rejeição da tradição de Zera Yacob são reunidas com a sabedoria tradicional inspirada pelos cristãos. É "mais etíope" também no sentido de abordar algumas questões práticas, sociais e morais que a maioria dos etíopes de seu tempo encontrou em suas vidas. Assim, o trabalho de Walda Heywat é menos especulativo, mas de caráter mais nacional do que o tratado de seu mestre, Zera Yacob.